# Capheris subtilis
Capheris subtilis is een spinnensoort in de taxonomische indeling van de mierenjagers (Zodariidae).
Het dier behoort tot het geslacht Capheris. De wetenschappelijke naam van de soort werd voor het eerst geldig gepubliceerd in 2009 door Rudy Jocqué.